# ابن ابی جمهور احسائی
محمد بن زین‌الدّین علی بن ابراهیم بن حسن ابن ابراهیم بن ابی جمهور احسائی یا لحضاوی، فقیه، محدث، متکلم و عارف شیعی امامی است.

## ولادت
تاریخ ولادتش به درستی معلوم نیست.
آنچه از منابع معتبر برمی‌آید، این است که وی در نیمه اول قرن ۹ هجری در بحرین، در خانواده‌ای از اهل علم و تقوا به دنیا آمد. پدرش زین‌الدّین علی و جدّش شیخ ابراهیم، از دانشمندان مشهور در شهر به‌شمار می‌رفتند.

## تحصیل
در سال ۸۷۷ از طریق شام عازم زیارت کعبه شد در جریان سفر مدتی را نیز در کرک از نواحی شیعه‌نشین جبل عامل ساکن بود و از علی بن هلال جزایری، از شاگردان ابوالعباس احمد بن فهد حلّی درس گرفت و اجازه روایت دریافت کرد. سپس به احسا بازگشت و اندکی بعد عازم زیارت عتبات عالیات در عراق و طوس گردید و مابقی عمر را عمدتاً در آنجا ساکن بود. وی در مدت اقامت در طوس کتاب «زاد المسافرین فی اصول الدین» را تألیف کرد و چندی بعد به درخواست سید محسن بن محمد رضوی قمی شرحی بنام «کشف البراهین» بر آن نوشت.
وی با علمای اهل سنت مناظراتی داشته است. از جمله در سال ۸۷۸ در خانه سید محسن رضوی با فاضل هروی مناظره ای داشته و وی را مجاب کرده‌است.

## دیدگاه‌ها و نظرات
وی، مانند میر حیدر آملی قائل بوده که «شریعت و طریقت و حقیقت، سه کلمه مترادفند به یک معنا و آن حقیقت شرع محمدی» است.
در فلسفه از شیخ اشراق بسیار متأثر بوده‌است؛ او را «شیخ الهی» می‌نامد و از کتاب حکمة الاشراق و المقاومات و التلویحات وی قسمت‌هایی را نقل می‌کند.
همچنین مطالبی از کتاب «هدایة الحکمة» اثیرالدین ابهری، معاصر خواجه نصیرالدین طوسی ذکر کرده و مطالب او را بررسی نموده است.
وی از حکماء و عرفاء بسیار اقتباس نموده و خودش نیز به این مطلب مقرّ است و می‌گوید:
«پس از جستجو در احوال علمای راسخین و اهل سلوک از حکیمان و متصوفان سابق، دریافتم که راه و روش و مقصدشان یکی بوده است؛ ایشان را راهنمای خود قرار دادم و با دلالت آنان، در این لغزشگاه‌ها گام برداشتم و در گشودن درهای بسته قدم برجا پای ایشان گذاشتم؛ اکنون که بخت، مرا از همنشینی آنان بازداشته و روزگار مرا از دیدارشان محروم کرده، به خوشه‌چینی خرمن آنان برخاسته و از ریزش احوال و کلمات آنان دانه برمی‌چینم.»
البته ابن ابی جمهور، تصریح می‌کند که پیروی از حکماء و عرفاء به خاطر آن است که آنان متابعت از امامان شیعه می‌کرده‌اند و عقیده آنان، همان عقیده امامان است و می‌گوید:
«این همان عقیده‌ای است که کبار و ائمه اطهار دارا بودند».

## در کلام دیگران
کامل مصطفی الشیبی معتقد است که: 
«ابن ابی جمهور شکل تکامل‌یافته‌ای از میثم بحرانی و سید حیدر آملی می‌باشد.»

هانری کربن می‌گوید: 
«عرفان ابن عربی با الهیات تصوف و تعلیمات امامان شیعه که از راه روایات رسیده بود، به وسیله سید حیدر آملی و ابن ابی جمهور در قرن هشتم و نهم در هم آویخت. مجموعه این تفکرات، در مکتب اصفهان از آغاز تجدد فرهنگی دوره صفویه، در آثار عظیم میرداماد، ملاصدرا، قاضی سعید قمی و نیز شاگردان شاگردانشان شکفته گردید.»

## شاگردان
- سید محسن رضوی مشهدی[۱۳]
- ربیعه جزائری[۱۴]
- شیخ شرف الدین محمود طالقانی[۱۵]
- محمد بن صالح غروی[۱۶]

## آثار
- عَوالی اللّئالی العَزیزیة فی الأحادیث الدّینیة، یا عوالی الّلئالی الحدیثیه علی مذهب الامامیه،[۱۷] كتابی است جامع اخبار و روایات شیعه، در این كتاب احادیث و روایات شیعه را از ۷ طریق نقل كرده است.كتاب عوالی اللئالی همواره مورد توجه علمای شیعه بوده است، چنانكه سید نعمت الله جزایری شرحی به نام جواهر الغوالی یا مدینه الحدیث بر آن نوشته است.
- مجلی مرآةُ المنجی[۱۸].مُجْلی مِرآة المُنجی، كتابی است در علم كلام، آمیخته با مباحث فلسفی و عرفانی و قواعد سیر و سلوك متصوّفه و خلاصه‌ای از تهدیب اخلاق، كه تألیف و كتابت آن در صفر ۸۹۶/دسامبر ۱۴۹۰ پایان یافته است. این كتاب شرحی است بر رساله مسلك الافهام فی علم الكلام از خود مؤلف.ابن ابی جمهور در این كتاب كوشیده است تا میان علم كلام و فلسفه (مخصوصاً افكار شیخ اشراق) و عرفان (به ویژه عقایدابن عربی و شارحان او) تطبیق دهد و با تأویل آیات و روایات، تشیع را با تصوّف سازگار كند.
- الاقطاب الفقهیه و الوظائف الدینیة علی مذهب الامامیة[۱۹]
- الانوار المشهدیة فی شرح الرّسالة البرمکیة فی فقه الصلوة اللومیة
- رسالة البرمکیة فقه الصلوة الیومیة
- التحفة الحسینیة فی شرح الرّسالة الالفیة
- المسالک الجامعیة فی شرح الالفیة الشهیدیة
- تحفة القاصدین فی معرفة اصطلاح المحدّثین
- بدایة النهایة فی الحکمة الاشراقیة
- رسالة معین الفکر فی شرح کتاب الباب الحادی عشر
- شرح علی رسالة معین الفکر به نام «معین المعین»
- رسالة کاشف الحال عن احوال الاستدلال[۲۰]
- رسالة فی العمل باخبار اصحابنا
- رسالة المناظرة مع الفاضل الهروی[۲۱]
- رسالة زاد المسافرین فی اصول الدین[۲۲]
- کشف البراهین[۲۳]
- درر اللئالی العمادیة فی الاحادیث الفقهیة[۲۴]
- نثر اللئالی فی الاحادیث و الاخبار
- رسالة التحفة الکلامیة[۲۵]
- اسرار الحج

## وفات
تاریخ دقیق وفاتش روشن نیست؛ شرح‌حال‌نویسان سال‌های ۹۰۱، ۸۷۷ و ۸۷۸ را سال وفات وی دانسته‌اند. آیت‌الله مرعشی نجفی سال وفات او را ۹۴۰ معرفی می‌کند که نزدیک به واقع است. از قراین چنین برمی‌آید که شیخ تا ذیقعده سال ۹۰۴ زنده بوده‌است؛ زیرا در این تاریخ، به درخواست دوستان و شاگردان خود، شرحی به نام «معین الفکر» بر کتاب «باب حادی عشر» نوشته است.
محل دفن وی به‌طور مطلق مجهول است و چیزی در این باره در کتاب‌ها ذکر نشده و بعید نیست که او بعد از سفر به مشهد به زادگاهش «احساء» بازگشته و در آنجا وفات یافته‌است.
برخی نوشته‌اند، آخرین سفر او به مشهد در سال ۸۹۶ اتفاق افتاد و پس از درگذشت در کنار قبر علی بن موسی الرضا دفن شد.